# 傑西·平克曼
傑西·布魯斯·平克曼（英語：Jesse Bruce Pinkman）是由美國電視頻道AMC於2008至2013年期間播放的犯罪影集《絕命毒師》主角之一，由美國演員亞倫·保羅飾演。
儘管最初計劃在第一季結束時殺死這個角色，保羅的表演說服了劇集主管兼首席編劇文斯·吉利根將傑西留在劇中。這個角色和保羅的表演受到了評論家和粉絲的好評。